# غاري بيرنتسن
غاري بيرنتسن (بالإنجليزية: Gary Berntsen)‏ ضابط سابق في وكالة الاستخبارات الأمريكية (سي آي إيه) خدم في مديرية العمليات بين أكتوبر 1982 ويونيو 2005. خلال فترة عمله في سي آي إيه، شغل منصب رئيس مركز في ثلاث مرات منفصلة وقاد العديد من أهم عمليات سي آي إيه في مكافحة الإرهاب بما فيها تصدي الولايات المتحدة لتفجيرات سفارة شرق إفريقيا وهجمات9/11 . قُلد وسام «الاستخبارات المتميزة» عام 2000 و«نجم الاستخبارات» عام 2004.
خاض بيرنتسن انتخابات مجلس الشيوخ الأمريكي في عام 2010 لنيل مقعد النائب الحالي «تشاك شومر»، لكنه خسر الانتخابات التمهيدية للحزب الجمهوري أمام «جاي تاونسند» الذي خسر الانتخابات العامة.

## تاريخه
نشأ بيرنتسن في سميث تاون في لونغ آيلاند، إحدى ضواحي مدينة نيويورك. حاول الانضمام إلى الجيش الأمريكي حين كان في السابعة عشرة من عمره، لكن والديه لم يوقعا على عقد التجنيد فانتظر حتى بلغ الثامنة عشرة وقرر الانضمام إلى سلاح الجو. عمل بيرنتسن رجل إطفاء حوادث في سلاح الجو مدة أربع سنوات، وشارك في جولات في ألاسكا وكوريا. في أثناء عمله في سلاح الجو الأمريكي صار مهووسًا بتثقيف نفسه عبر قراءة سير الذاتية والتسجيل في برامج التعلم الذاتي في سلاح الجو، متفوقًا في عدة دورات. وأمضى كثيرًا من وقته يمارس الرياضة في النادي أو القفز بالمظلة. بعد انقضاء فترة عمله في الإطفاء أصبح طالبًا جامعيًا متفرغًا للدراسة واختار دراسة العلوم السياسية وتخصص في الدراسات الروسية. حضر دروس «قائد فصيلة» في سلاح البحرية مدة صيفين. ولكنه عُين في سي آي إيه قبل أن يبدأ عمله في سلاح البحرية.

## العمل في وكالة الاستخبارات المركزية
في أغسطس 1998 قاد فريق الاستجابة في سفارة الولايات المتحدة في دار السلام. وأدى التحقيق التالي إلى إلقاء القبض على نحو 21 فردًا من المتورطين في التخطيط للهجمات وتنفيذها.
ذهب إلى أفغانستان في مارس 2000 ضمن فريق من «سي آي إيه» بهدف إلقاء القبض على أحد كبار زعماء القاعدة. يقول بيرنتسن في كتاباته، على الرغم من أن قادة «سي آي إيه» خصوصًا كوفر بلاك وهنري أ.كرمبتون «أظهروا إرادة في تخطيط المهمات الخطرة وتنفيذها»، فالقيادة العليا في الحكومة الأمريكية بمن فيها الرئيس بيل كلينتون ومدير سي آي إيه جورج تينيت كانوا غير جاهزين للتعرض للمزيد من المخاطرة. من المعروف أن مناخ عمليات سي آي إيه السرية في مناطق من آسيا الوسطى تحول بشكل لافت بعد هجمات 9/11  في 2001 على مدينة نيويورك والعاصمة واشنطن. شرعية تنفيذ هذه العمليات لقيت اعترافًا واسعًا والإجراءات التي نفذها موظفو سي آي إيه بعد الهجمات سمحت بزيادة فعالية استهداف أفراد تنظيم القاعدة المخططين والمنفذين لعمليات ضد مصالح الولايات المتحدة. وفوق ذلك، قُوضت مهمة بيرنتسن من قبل رئيس مركز في بلد مجاور يدعى «لورنس»، الذي تواصل مع قادة سي آي إيه لإنهاء المهمة. لم تنفذ العملية وأدى تردد سي آي إيه إلى اعتقاد رئيس التحالف الشمالي أحمد شاه مسعود بأن الولايات المتحدة لم تكن جدية في محاربة طالبان.
في ديسمبر 2001 أصبح بيرنستن قائد جميع قوات سي آي إيه شرق أفغانستان وقاد فريق سي آي إيه «جوبريكر» في تورا بورا.
مع قدوم رئيس جديد للبلاد والهزة التي عاشتها الولايات المتحدة في 9/11 عاد بيرنتسن إلى أفغانستان بتعليمات مختلفة بشكل لافت. في 19 سبتمبر 2001 خاطب كوفر بلاك رئيس مركز مكافحة الإرهاب في سي آي إيه بيرنتسن قائلًا «لديك مهمة واحدة. اذهب وابحث عن رجال القاعدة واقتلهم. سوف نقضي عليهم. أحضر بن لادن. اعثر عليه. أريد رأسه في صندوق... أريد أن أحمله إلى الرئيس».
في كتابه «جوبريكر» عام 2005 يزعم بيرنتسن أن إلقاء القبض على أسامة بن لادن في تورا بورا كان أمرًا ممكنًا لو أن القوات الأمريكية (خاصة القيادة المركزية للولايات المتحدة) كرست المزيد من الإمكانات لتلك العملية. حظي هذا الادعاء بالاهتمام الكبير عندما صدر تقرير لجنة مجلس الشيوخ، عن الظروف التي سمحت بهروب بن لادن. وفقًا لبيرنتسن ولجنة مجلس الشيوخ «بن لادن وحرسه الشخصي خرجوا من تورا بورا دون أي مضايقة واختفوا في مناطق باكستان القبلية غير الخاضعة للتنظيم».

## النشاطات الحديثة
أصدر غاري بيرنتسن أول قصة خيالية في أغسطس 2008  في كتاب يحمل عنوان «الدخول» ويحكي قصة ضابط قضايا أمريكي من وكالة الاستخبارات المركزية يتعامل مع منشق إيراني من قوات القدس، يدعي المنشق أن هجومًا كارثيًا على وشك الحدوث، وتقع على عاتق الضابط الأمريكي مسؤولية معرفة الحقيقة.
في نوفمبر 2008 نشر بيرنتسن كتاب «الاستخبارات البشرية ومكافحة الإرهاب والقيادة الوطنية: دليل عملي». كتب هذا الكتاب ليكون دليلًا للرئيس الجديد وموظفي البيت الأبيض ويتضمن توصيات محددة جدًا وأساليب سياسية للعمل الاستخباراتي ومكافحة الإرهاب. يقدم بيرنتسن آراءه وتحليلاته باستمرار إلى وسائل الإعلام والهيئات الحكومية بما فيها دوائر الشرطة والوكالات الفيدرالية.

## انتخابات مجلس الشيوخ
في 23 مايو 2010، أعلن بيرنتسن رسميًا عن ترشحه لمقعد مجلس الشيوخ في نيويورك الذي يشغله حاليًا تشاك شومر. آمنت حملة بيرنتسن السياسية أن مكانته الوطنية وقدرته الحالية على التأثير في السياسة العامة، وتجربته باعتباره عميلًا سريًا لوكالة الاستخبارات المركزية تؤهله بقوة للفوز بمنصب منتخب. في 1 يونيو 2010، وبدعم كبير من حركة حفلة الشاي في نيويورك، سُمي بيرنتسن مرشحًا جمهوريًا لعضوية مجلس الشيوخ الأمريكي مقابل السناتور الأمريكي الحالي تشاك شومر من نيويورك، وخاض الانتخابات التمهيدية ضد جاي تاونسند الذي كان مرشح الحزب المحافظ. عندما سمي بيرنتسن مرشحًا للحزب الجمهوري، انهال التأييد من قبل القادة الجمهوريين في نيويورك لحملة بيرنتسن، بمن فيهم النائب بيتر كينج. وإضافة إلى الترشيح من قبل الحزب الجمهوري، أعلن كارل بالادينو عن ترشيح بيرنتسن لمجلس الشيوخ في خط «حزب دافعي الضرائب». فاز جاي تاونسيند على بيرنتسن في الانتخابات التمهيدية التي جرت في 14 سبتمبر 2010، بنسبة 55% إلى 45%.